# Bergfeld
Bergfeld là một đô thị thuộc the huyện Gifhorn, trong bang Niedersachsen, Đức. Đô thị này có diện tích 10,6 km².